# 프로트악티늄

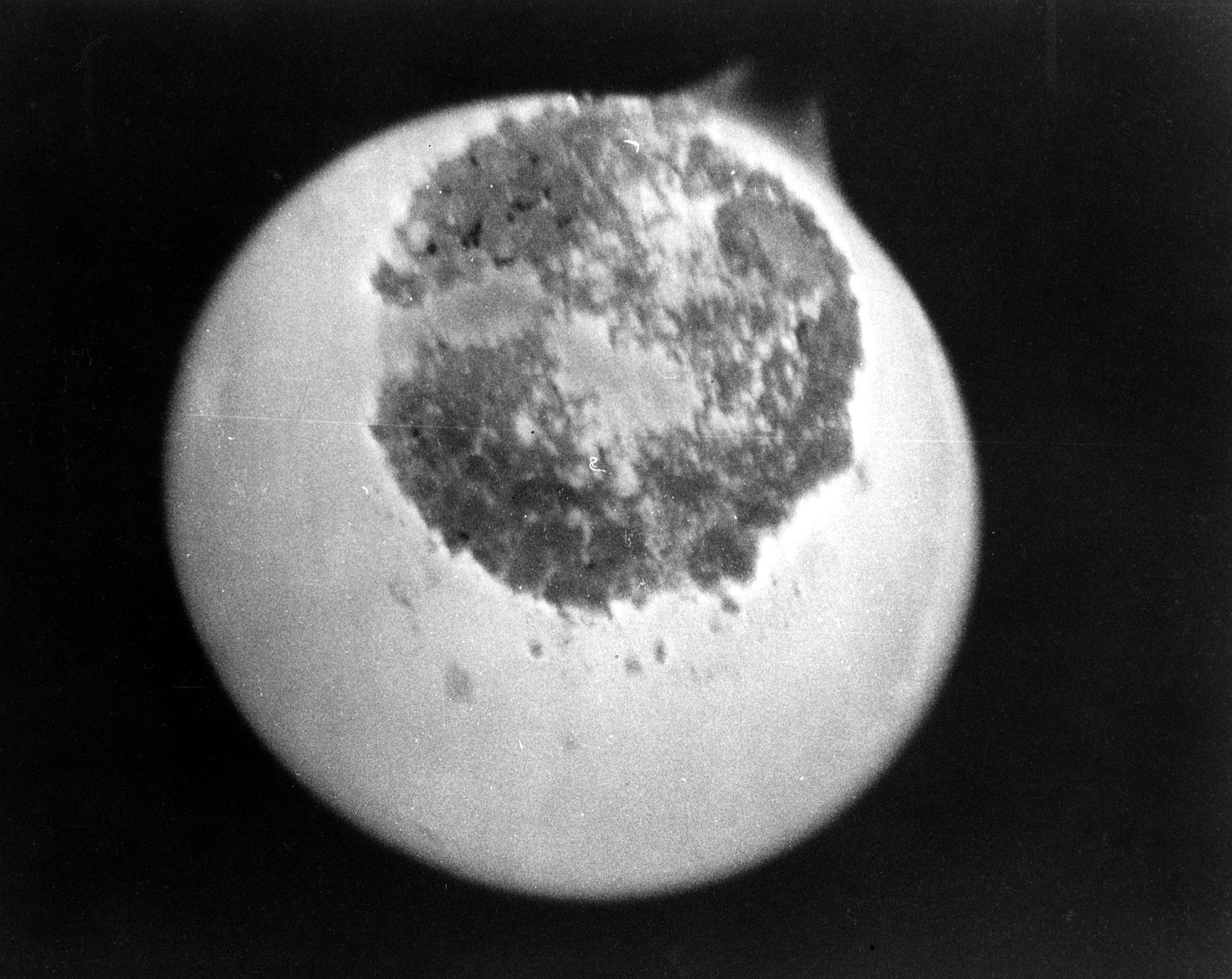

프로트악티늄(문화어: 프로트악티니움, ←영어: Protactinium 프로택티니엄[*], 독일어: Protactinium 프로탁티니움[*])은 화학 원소로 기호는 Pa(←라틴어: Protactinium 프로탁티니움[*]), 원자 번호는 91이다.

## 역사
1871년, 드미트리 멘델레예프는 주기율표에서 빠져 있는 토륨과 우라늄 사이에 원소의 존재를 예측, "예카탄탈럼"(eka-tantalum)이라 불렀다. 당시에는 악티늄족이 알려지기 전으로, 멘델레예프는 우라늄을 텅스텐 아래에, 토륨을 지르코늄 아래에 배치했다. 화학자들은 탄탈럼 아래의 빈 자리에 해당하는 원소를 찾으려 노력했다.
1900년, 윌리엄 크룩스는 우라늄에서 강한 방사선을 지닌 프로트악티늄을 분리해냈다. 하지만 크룩스는 새로운 화학 원소라는 것을 밝히지 못하고 단지 우라늄-X라고 명명했다.
1913년, 카지미에시 파얀스와 오스발트 헬무트 괴링은 우라늄-238의 붕괴 사슬에서  프로트악티늄-234를 발견하고, 6.7 시간의 짧은 반감기를 갖는 이 새로운 원소에 브레븀(brevium, 라틴어의 짧다는 뜻의 brevis에서 왔음)이라는 이름을 붙였다.
1917/18년, 독일의 오토 한과 리제 마이트너, 영국의 프레더릭 소디와 존 크랜스턴은 독자적으로 32,000의 긴 반감기를 갖는 새로운 동위 원소 프로트악티늄-231를 발견, 프로토악티늄(protoactinium)이라는 이름을 븥였다. 이는 우라늄-235가 악티늄으로 붕괴하는 붕괴 사슬의 일부이기 때문이다.
발음의 편의를 위해 1949년, IUPAC은 프로토악티늄은 프로트악티늄(protactinium)으로 이름을 바꾸었다.